# رودني جلندر
رودني جلندر (بالهولندية: Rodney Glunder؛ مواليد 1 مارس 1975) هو مُقاتل فنون قتالية مختلطة هولندي مُعتزل.

## وصلات خارجية
- رودني جلندر على موقع شيردوغ (الإنجليزية)
- رودني جلندر على موقع CageMatch worker (الإنجليزية)
- رودني جلندر على موقع IMDb (الإنجليزية)
- رودني جلندر على موقع قاعدة بيانات الفيلم (الإنجليزية)